# Saphanus piceus
Saphanus piceus је врста инсекта из реда тврдокрилаца (Coleoptera) и породице стрижибуба. Сврстана је у потпородицу Spondylidinae.

## Распрострањеност
Врста је распрострањена на подручју централне и јужне Европе (у планинским пределима). У Србији је ретка врста.

## Опис
Тело је црне до тамнобраон боје са благим сјајем. Антене су средње дужине. Дужина тела је од 13 до 19 mm.

## Биологија
Животни циклус траје две до три године. Ларве се развијају у трулим и влажним стајаћим стаблима мањег пречника. Адулти су активни само ноћу и долећу на светло, а срећу се од маја до августа. Преферира леску и јову, али је има и у другом листопадном дрвећу (буква, граб, бреза, храст, итд.), а понекад и у четинарима (смрча и јела).

## Статус заштите
Saphanus piceus је заштићена на подручју Србије - налази се на Прилогу II Правилника о проглашењу и заштити строго заштићених и заштићених дивљих врста биљака, животиња и гљива, заштићена као подврста Saphanus piceus ganglbaueri.

## Синоними
- Callidium piceum Laicharting, 1784
- Saphanus piceus var. rugulosus Demelt, 1966
- Callidium spinosum Fabricius, 1792
- Saphanus spinosus (Fabricius) Audinet-Serville, 1834